# Matky pro mír
Matky pro mír (kurdsky: Dayîkên Aşîtîyê, turecky: Barış Anneleri ) je ženské hnutí prosazující dodržování občanských práv v Turecku, jehož cílem je podpořit budování a dodržování míru mezi odlišnými etnickými skupinami na tureckém území pomocí nenásilných prostředků.

## Dějiny
Hnutí Matky pro mír se sídlem v Istanbulu a Diyarbakiru bylo založeno v roce 1999. Impulsem pro jeho vznik byl kurdsko-turecký konflikt, v průběhu kterého mnoho rodin ztratilo blízkého příbuzného.
Aktivity hnutí včetně protestních akcí vzbuzovaly již od počátku značný zájem veřejnosti. V roce 2000 Amnesty International informovala o údajném mučení a špatném zacházení některých příslušnic skupiny poté, co odcestovaly do sousedního Iráku, aby se pokusily zprostředkovat mír mezi oběma stranami konfliktu v kurdské oblasti v severním Iráku. Eren Keskinová, jež příslušnice hnutí zastupovala, byla po zveřejnění informací přibližujících mučení členek organizace postavena za urážku armády před soud.
V červnu 2006 byly aktivistky Muyesser Gunes a Sakine Arat obviněny z propagování separatistické organizace a odsouzeny k trestu odnětí svobody na jeden rok a pokutě 600 YTL soudem v Ankaře poté, co 22. srpna 2005 navštívily ústředí generálního štábu Turecké republiky. Rozsudek byl později snížen na 10 měsíců.
V červenci 2006 bylo odsouzeno k trestu odnětí svobody na délku jednoho roku 24 aktivistek hnutí ve věku od 40 do 75 let poté, co byly shledány vinnými z šíření "separatistické propagandy".
V srpnu 2009 uspořádala skupina mírový pochod z Diyarbakiru a Ankary následovaný protestním shromážděním poblíž velitelství tureckého generálního štábu v Ankaře.